# نیکولای کروگلوف
نیکولای کروگلوف (روسی: Никола́й Константи́нович Кругло́в؛ زادهٔ ۳۱ ژانویهٔ ۱۹۵۰) ورزشکار دوگانه اهل اتحاد جماهیر شوروی سوسیالیستی بود.